# Emmanuel Charles Quist
Emmanuel Charles Quist (* 1880 in Accra, Ghana; † 1959 ebenda) war ein Jurist und Politiker in der britischen Kolonie Goldküste bzw. in Ghana.

## Leben und Wirken
Quist war zwischen dem 6. März 1957 – der Gründung Ghanas – und dem 31. Dezember 1957 mit dem Amt des Sprechers der ersten gesetzgebenden Versammlung (Legislative Assembly) des unabhängigen Staates Ghana betraut. Er war damit der erste Sprecher des ghanaischen Parlaments. Bereits seit 1951 wurde Quist erster Sprecher der Vertretung des Volkes in der Legislative Assembley der damaligen britischen Kolonie Goldküste. Im Januar 1958 wurde Quist im Amt durch Augustus Molade Akiwumi abgelöst. Quist wurde mit dem Orden des Order of the British Empire im Rang des Offiziers geehrt. Ferner wurde die Konferenzhalle des Parlaments in Accra in The Speakers Conference Hall nach Quist umbenannt.
Er heiratete 1914 in Accra Joana Hesse-Buckman (* 1892 in Accra; † 1955 ebenda). Aus dieser Ehe stammt sein Sohn Charles Lawrence Quist (1916–2001).